# Vuotnajaure (Gällivare socken, Lappland)
Vuotnajaure är en sjö i Gällivare kommun i Lappland och ingår i Kalixälvens huvudavrinningsområde. Sjön har en area på 0,665 kvadratkilometer och ligger 448 meter över havet. Vuotnajaure ligger i Kaitum fjällurskog Natura 2000-område. Sjön avvattnas av vattendraget Vuotnajåkka.

## Delavrinningsområde
Vuotnajaure ingår i det delavrinningsområde (750904-169487) som SMHI kallar för Utloppet av Vuotnajaure. Medelhöjden är 451 meter över havet och ytan är 2,91 kvadratkilometer. Räknas de 9 avrinningsområdena uppströms in blir den ackumulerade arean 206,17 kvadratkilometer. Vuotnajåkka som avvattnar avrinningsområdet har biflödesordning 3, vilket innebär att vattnet flödar genom totalt 3 vattendrag innan det når havet efter 343 kilometer. Avrinningsområdet består mestadels av skog (36 procent) och sankmarker (41 procent). Avrinningsområdet har 0,66 kvadratkilometer vattenytor vilket ger det en sjöprocent på 22,8 procent.